# Antonio Cánovas del Castillo
Antonio Cánovas del Castillo (8. února 1828, Málaga – 8. srpna 1897, Mondragón) byl španělský politik a historik, zakladatel a vůdce španělské Konzervativní strany, několikrát předseda vlády a spoluautor španělské ústavy z roku 1876. Podílel se na návratu Bourbonů na španělský trůn. Byl zabit anarchistou.

## Život
Po otcově smrti se Antonio Cánovas del Castillo přestěhoval do Madridu, kde žil u svého příbuzného, spisovatele Serafina Estébaneza Calderona a bankéře Josého Salamanky. Vystudoval právo na univerzitě v Madridu. Již v roce 1852 se setkal s generálem Leopoldem O'Donnellem, kterému o několik let později radil v nejdůležitějších politických záležitostech. Podílel se na O'Donellově spiknutí v roce 1854, k němuž sám dal podnět. Ve stejném roce (1854) byl zvolen do místního parlamentu v provincii Málaga. Zanedlouho se však rozhodl rezignovat a přijmout prestižní pozici ve Vatikánu (1855).
Po návratu z Itálie v roce 1857 Cánovas del Castillo zastával různé pozice ve španělské vládě, až se v roce 1864 stal ministrem vnitra ve vládě Alejandra Mona. O rok později se stal ministrem kolonií, tentokrát v O'Donellově vládě. Byl členem parlamentu svolaného generálem Juanem Primem 29. září 1868 po sesazení Isabely II., ačkoli odmítl přijmout na trůně Amadea I. (1870–1873). Místo toho se stal vůdcem těch, kteří podporovali Alfonse XII. a připravovali jeho nástup na trůn. Poté, co generál Arsenio Martínez Campos 29. prosince 1874 oznámil v Saguntu návrat krále, byl Cánovas del Castillo spolu s vůdcem liberální strany Práxedesem Mateem Sagastou jmenován předsedou vlády. Po smrti Alfonsa XII., 25. listopadu 1885, se ujal klidného předání moci královně Marii Kristýně a zajištění následnictví Alfonse XIII. Zaručovala to tzv. „smlouva z Parda“ uzavřená Sagastem a Martínezem Camposem s Canovasem, která pro Cánovase del Castillo znamenala také rezignaci na funkci předsedy vlády.
Cánovas del Castillo byl hlavním autorem španělské ústavy, přijaté v roce 1876. Jeho domácí politika přinesla Španělsku klid a do určité míry i národní jednotu, ale neplnila potřeby dělnické třídy. Pokud jde o Kubu, byl zastáncem vojenské politiky a bránil tam liberálním reformám. Canovas del Costillo byl vzdělaný člověk, člen Královské španělské akademie, autor mnoha textů o historii. Ve věku 69 let byl zavražděn italským anarchistou Michelem Angiolillem.